# Maria Mitchell
Maria Mitchell (1 tháng 8 năm 1818 - 28 tháng 6 năm 1889) là một nhà thiên văn người Mỹ. Với kính thiên văn của mình, bà đã tìm ra một ngôi sao chổi và ngôi sao được đặt là "Sao chổi của cô Mitchell". Bà được trao thưởng huân chương vàng bởi vua Frederick VII của Đan Mạch. Trên huân chương có khắc dòng chữ "Non Frustra Signorum Obitus Speculamur et Ortus" cũng có nghĩa là "Không phải là điều vô nghĩa khi chúng ta quan sát những vì sao mọc rồi lặn". Mitchell là người phụ nữ đầu tiên trở thành nhà thiên văn học chuyên nghiệp.
Tuy sinh ra trong gia đình theo đạo Giáo hữu nhưng bà theo đạo Thiên Chúa.

## Những năm đầu đời
Maria Mitchell sinh ra ở đảo Nantucket ở miền đông nam Massachusetts. Bà có chín người anh chị em. Cha của bà, William Mitchell, và mẹ của bà, Lydia Coleman Mitchell, đều là tín đồ đạo Giáo hữu. Bà sinh ra trong một cộng đồng khác với nơi khác cùng thời do sự bình đẳng giới. Cha mẹ của bà muốn bà được hưởng sự giáo dục như những đứa con trai cùng lứa khác. Một trong những giáo lý của Giáo hữu là tất cả thành viên của cả hai giới phải có sự giáo dục tương đương nhau. Thêm vào đó, Nantucket là cảng nổi tiếng với nghề săn cá voi nên những người phụ nữ thường phải quán xuyến việc trong nhà một mình hàng tháng trời, điều này thúc đẩy tính tự lập và sự bình đẳng cho người phụ nữ. 
Sau khi tham gia học ở trường Elizabeth Gardener vào những năm tuổi thơ, Maria học tại trường North Grammar nơi cha của bà là hiệu trưởng đầu tiên. 2 năm sau khi thành lập trường, ông William đã mở trường riêng của mình trên phố Howard khi Maria 11 tuổi. Tại đó, bà vừa là học sinh và là trợ giảng của cha mình. Khi ở nhà, bà được cha dạy thiên văn học bằng ống thiên văn của mình. Khi bà 12 tuổi rưỡi, bà đã có thể giúp cha mình tính toán quầng nhật thực.
Sau khi trường của cha mình đóng cửa, bà theo học ở trường của bộ trưởng Cyrus Peirce dành riêng cho nữ. Sau đó bà lại trở thành trợ giảng cho ông Peirce cho đến khi bà mở trường của mình vào năm 1835. Lý do bà mở trường là do bà muốn những đứa trẻ da màu được đến trường trong thời điểm mà trường công ở địa phương vẫn bị phân biệt. Sau đó 1 năm, bà tham gia làm quản thủ thư viện đầu tiên của thư viện Nantucket và làm việc tại đó trong 20 năm.

## Khám phá sao C/1847 T1
Dùng kính thiên văn, bà đã tìm ra sao chổi 1847 VI vào 10:30 tối ngày mùng 1 tháng 10 năm 1847. Sau đó vài năm, vua Frederick VII đã thành lập giải thưởng huân chương vàng cho ai tìm được sao chổi chỉ nhìn được bằng kính thiên văn. Giải thưởng sẽ trao cho đầu tiên phát hiện ra ngôi sao chổi đó. Maria đã giành được giải thưởng và tên tuổi của bà được thế giới biết đến vì người phụ nữ cuối cùng tìm ra sao chổi trước bà là Caroline Herschel.
Người ta đã từng phân vân liệu bà có phải là người đầu tiên phát hiện ra ngôi sao chổi 1847 VI không vì chỉ sau 2 ngày khi bào phát hiện ra ngôi sao chổi đó, Francesco de Vico cũng đã làm được điều tương tự. Nhưng kết quả là bà Maria vẫn giành được giải thưởng. Giải thưởng được trao cho bà vào năm 1848.